# Goede tijden, slechte tijden (seizoen 9)
Het negende seizoen van Goede tijden, slechte tijden startte op 31 augustus 1998. Het seizoen werd elke werkdag uitgezonden op RTL 4. In augustus 2013 werd het volledige seizoen uitgebracht op dvd.

## Rolverdeling

### Aanvang
Het negende seizoen telde 195 afleveringen (aflevering 1541–1735)
| Acteur                   | Personage         | Afleveringen          |
| ------------------------ | ----------------- | --------------------- |
| Wilbert Gieske           | Robert Alberts    | Hele seizoen          |
| Ingeborg Wieten          | Suzanne Balk      | Hele seizoen          |
| Wim Zomer                | Daniël Daniël     | 1541–1645             |
| Bartho Braat             | Jef Alberts       | Hele seizoen          |
| Sabine Koning            | Anita Dendermonde | Hele seizoen          |
| Guusje Nederhorst        | Roos Alberts      | Hele seizoen          |
| Caroline De Bruijn       | Janine Elschot    | Hele seizoen          |
| Jimmy Geduld             | Arthur Peters     | 1541–1654             |
| Wik Jongsma              | Govert Harmsen    | 1541–1687 • 1707–1735 |
| Katja Schuurman          | Jessica Harmsen   | 1541 • 1600–1680      |
| Chris Jolles             | Dian Alberts      | 1541–1632             |
| Ferri Somogyi            | Rik de Jong       | Hele seizoen          |
| Erik de Vogel            | Ludo Sanders      | Hele seizoen          |
| Angela Schijf            | Kim Verduyn       | Hele seizoen          |
| Cas Jansen               | Julian Verduyn    | 1541–1615 • 1668–1680 |
| Diana Sno                | Mathilde Carillo  | 1541-1686             |
| Georgina Verbaan         | Hedwig Harmsen    | Hele seizoen          |
| Tanja Jess               | Bowien Galema     | Hele seizoen          |
| Carola Gijsbers van Wijk | Wil de Smet       | 1541–1608             |

### Nieuwe rollen
De rollen die in de loop van het seizoen werden geïntroduceerd als belangrijke personages
| Acteur             | Personage                  | Afleveringen |
| ------------------ | -------------------------- | ------------ |
| Philip Ivanov      | Che Azalaia                | 1544–1735    |
| Michiel Varga      | Pete Jenssens/John Alberts | 1565–1704    |
| Charlotte Besijn   | Barbara Fischer            | 1704–1735    |
| Aukje van Ginneken | Charlie Fischer            | 1704–1735    |
| Patrick Martens    | Morris Fischer             | 1720–1735    |
| Bas Muijs          | Stefano Oliviero           | 1724–1735    |

### Terugkerende rollen
De rollen die in de loop van het seizoen terugkwamen na een tijd afwezigheid
| Acteur             | Personage     | Afleveringen |
| ------------------ | ------------- | ------------ |
| Jette van der Meij | Laura Alberts | 1564–1735    |